# Clint Malarchuk
Clint Malarchuk (* 1. května 1961 v Grande Prairie, Alberta, Kanada) je bývalý kanadský hokejista, který hrál na postu brankáře v NHL v letech 1981 až 1992. Působil taktéž jako trenér brankářů Florida Panthers, Columbus Blue Jackets, Atlanta Thrashers a Calgary Flames. Znám je díky svému zranění, které se mu stalo během zápasu NHL, kdy mu hráč St. Louis Blues Steve Tuttle, rozřízl bruslí krční žílu, po němž ztratil hodně krve.

## Hráčská kariéra
Hrál juniorskou ligu za Portland Winter Hawks v Západní hokejové lize (WHL). Poté, co skončil ve WHL se stál profesionálem v NHL, kde si ho vybral tým Quebec Nordiques, Washington Capitals a Buffalo Sabres, a také Las Vegas Thunder v International Hockey League (IHL). Kariéru ukončil se 141 výhrami, 130 porážkami, 45 výhrami v prodloužení, 12 čistých kont a průměrnou úspěšností zákroků 88,5%.

## Zranění
Během zápasu 22. března 1989, mezi domácími Buffalo Sabres a St.Louis Blues, Steve Tuttle v dresu Blues a Uwe Krupp za Buffalo bruslili za pukem, když se Tuttle dostával do úniku. Oba následně spadli přímo do jeho branky. Tuttle nešťastně během pádu jej řízl svojí bruslí do krku, kdy mu přeřízl jeho hrdelní žílu. Z krku mu okamžitě začala tryskat krev. V tu chvíli byl schopen akorát klečet na ledě. Během toho, co se držel v brankovišti za krk, tak na tribunách omdlelo 11 fanoušků, další dva měli infarkt myokardu a 3 hráči zvraceli na ledě.
Kamery místní televize během jeho ošetřování se snažily, aby v televizi nikdo neviděl, co se stalo na ledě. On sám během svého zranění věřil, že nejspíše zemře. "Jediné, co jsem chtěl, je dostat se pryč z ledu." říkal tehdy. "Moje matka sledovala zápas v televizi, nechtěl jsem, aby mě viděla umírat."
Jeho život byl zachráněn díky tehdejšímu trenérovi Jimu Pizzutellimu, dřívějšímu zdravotníkovi Americké armády, během Vietnamské války. Když se k němu dostal, tak mu vložil prsty do krku a tím se snažil zastavit krvácení. Nic jiného nedělal do doby, než se na led dostavili zdravotníci. Kdyby k němu Pizzutelli přišel jen o chvilku později mohlo se tak jednat o třetí úmrtí po Howie Morenzovi a Billu Mastertonovi kvůli zranění během zápasu NHL. Kdyby jej brusle zasáhla o tři milimetry výše a zasáhla by tak jeho krkavici, tak by brankář Buffala vykrvácel do 2 minut. Nakonec měl 300 stehů na krku, poklesla mu výkonnost, proto se rozhodl ukončit kariéru v NHL. Po tomto zranění trpěl obsedantně-kompulzivní poruchou, také nočními můrami a alkoholismem. Pokračoval v hokeji ještě v IHL, a v roce 1999 ukončil kariéru hráče a stal se trenérem.

## Trenérská kariéra
Jako hlavní kouč začal v ECHL v týmu Idaho Steelheads, kde působil od 1998 do 2000. Poté se stal trenérem brankářů v NHL u týmu Florida Panthers, během sezony v letech 2002/2003. Na ročník 2006/2007 se domluvil s týmem Columbus Blue Jackets. V srpnu 2010 souhlasil s tím, že se stane trenérem brankářů v Atlanta Thrashers. V červnu roku 2011 Calgary Flames oznámili, že s ním podepsali smlouvu.

## Ocenění a úspěchy
- 1979 AJHL – První All-Star Tým
- 1983 AHL – Harry „Hap“ Holmes Memorial Award
- 1988 NHL – Nejvíce vítězství
- 1993 IHL – James Norris Memorial Trophy

## Prvenství
- Debut v NHL – 13. prosince 1981 (Buffalo Sabres proti Quebec Nordiques)
- První inkasovaný gól – 13. prosince 1981 (Buffalo Sabres proti Quebec Nordiques, kanadským útočníkem Craig Ramsay)
- První vychytaná nula v NHL – 28. listopadu 1985 (Boston Bruins proti Quebec Nordiques)

## Statistiky

### Základní části
| Sezona       | Tým                       | Liga         | Z   | V   | P   | R  | MIN    | OG   | ČK | POG  | %ChS  |
| ------------ | ------------------------- | ------------ | --- | --- | --- | -- | ------ | ---- | -- | ---- | ----- |
| 1977–78      | Fort Saskatchewan Traders | AJHL         | 33  | 23  | 9   | 1  | 2015   | 157  | 1  | 4.67 | —     |
| 1978–79      | Fort Saskatchewan Traders | AJHL         | 52  | 36  | 15  | 1  | 3030   | 204  | 1  | 4.04 | —     |
| 1978–79      | Portland Winter Hawks     | WHL          | 2   | 2   | 0   | 0  | 120    | 4    | 0  | 2.00 | —     |
| 1979–80      | Portland Winter Hawks     | WHL          | 37  | 21  | 10  | 0  | 1948   | 147  | 0  | 4.53 | .875  |
| 1980–81      | Portland Winter Hawks     | WHL          | 38  | 28  | 8   | 0  | 2235   | 142  | 3  | 3.81 | .893  |
| 1981–82      | Quebec Nordiques          | NHL          | 2   | 0   | 1   | 1  | 120    | 14   | 0  | 7.00 | .788  |
| 1981–82      | Fredericton Express       | AHL          | 51  | 15  | 34  | 2  | 2906   | 247  | 0  | 5.10 | —     |
| 1982–83      | Quebec Nordiques          | NHL          | 15  | 8   | 5   | 2  | 900    | 71   | 0  | 4.63 | .863  |
| 1982–83      | Fredericton Express       | AHL          | 25  | 14  | 6   | 5  | 1506   | 78   | 0  | 3.11 | .905  |
| 1983–84      | Quebec Nordiques          | NHL          | 23  | 10  | 9   | 2  | 1215   | 80   | 0  | 3.95 | .865  |
| 1983–84      | Fredericton Express       | AHL          | 11  | 5   | 5   | 1  | 663    | 40   | 0  | 3.62 | .894  |
| 1984–85      | Fredericton Express       | AHL          | 56  | 26  | 25  | 4  | 3347   | 198  | 2  | 3.55 | .885  |
| 1985–86      | Quebec Nordiques          | NHL          | 46  | 26  | 12  | 4  | 2657   | 142  | 4  | 3.21 | .895  |
| 1986–87      | Quebec Nordiques          | NHL          | 54  | 18  | 26  | 9  | 3092   | 175  | 1  | 3.40 | .884  |
| 1987–88      | Washington Capitals       | NHL          | 54  | 24  | 20  | 4  | 2924   | 154  | 4  | 3.16 | .885  |
| 1988–89      | Washington Capitals       | NHL          | 42  | 16  | 18  | 7  | 2428   | 141  | 1  | 3.48 | .877  |
| 1988–89      | Buffalo Sabres            | NHL          | 7   | 3   | 1   | 1  | 326    | 13   | 1  | 2.39 | .908  |
| 1989–90      | Buffalo Sabres            | NHL          | 29  | 14  | 11  | 2  | 1596   | 89   | 0  | 3.35 | .903  |
| 1990–91      | Buffalo Sabres            | NHL          | 37  | 12  | 14  | 10 | 2131   | 119  | 1  | 3.35 | .891  |
| 1991–92      | Buffalo Sabres            | NHL          | 29  | 10  | 13  | 3  | 1639   | 102  | 0  | 3.73 | .887  |
| 1991–92      | Rochester Americans       | AHL          | 2   | 2   | 0   | 0  | 120    | 3    | 1  | 1.50 | .947  |
| 1992–93      | San Diego Gulls           | IHL          | 27  | 17  | 3   | 3  | 1516   | 72   | 3  | 2.85 | .891  |
| 1993–94      | Las Vegas Thunder         | IHL          | 55  | 34  | 10  | 7  | 3076   | 172  | 1  | 3.35 | .892  |
| 1994–95      | Las Vegas Thunder         | IHL          | 38  | 15  | 13  | 3  | 2039   | 127  | 0  | 3.74 | .883  |
| 1995–96      | Las Vegas Thunder         | IHL          | 1   | 0   | 0   | 0  | 4      | 0    | 0  | 0.00 | 1.000 |
| 1996–97      | Las Vegas Thunder         | IHL          | 3   | 1   | 1   | 0  | 63     | 6    | 0  | 5.63 | .833  |
| Celkem v NHL | Celkem v NHL              | Celkem v NHL | 338 | 141 | 130 | 45 | 19,028 | 1100 | 12 | 3.47 | .885  |

### Play-off
| Sezona       | Tým                   | Liga         | Z  | V | P | MIN | OG | ČK | POG  | %ChS |
| ------------ | --------------------- | ------------ | -- | - | - | --- | -- | -- | ---- | ---- |
| 1979–80      | Portland Winter Hawks | WHL          | 1  | 0 | 0 | 40  | 3  | 0  | 4.50 | —    |
| 1980–81      | Portland Winter Hawks | WHL          | 5  | 3 | 2 | 307 | 21 | 0  | 4.10 | —    |
| 1984–85      | Fredericton Express   | AHL          | 6  | 2 | 4 | 379 | 20 | 0  | 3.17 | —    |
| 1985–86      | Quebec Nordiques      | NHL          | 3  | 0 | 2 | 143 | 11 | 0  | 4.62 | .864 |
| 1986–87      | Quebec Nordiques      | NHL          | 3  | 0 | 2 | 140 | 8  | 0  | 3.43 | .857 |
| 1987–88      | Washington Capitals   | NHL          | 4  | 0 | 2 | 193 | 15 | 0  | 4.65 | .842 |
| 1988–89      | Buffalo Sabres        | NHL          | 1  | 0 | 1 | 59  | 5  | 0  | 5.07 | .844 |
| 1990–91      | Buffalo Sabres        | NHL          | 4  | 2 | 2 | 246 | 17 | 0  | 4.15 | .853 |
| 1992–93      | San Diego Gulls       | IHL          | 12 | 6 | 4 | 668 | 34 | 0  | 3.05 | —    |
| 1993–94      | Las Vegas Thunder     | IHL          | 5  | 1 | 3 | 257 | 16 | 0  | 3.74 | —    |
| 1994–95      | Las Vegas Thunder     | IHL          | 2  | 0 | 0 | 32  | 2  | 0  | 3.70 | —    |
| Celkem v NHL | Celkem v NHL          | Celkem v NHL | 15 | 2 | 9 | 782 | 56 | 0  | 4.30 | .853 |